# ام‌پی‌تری پلیر

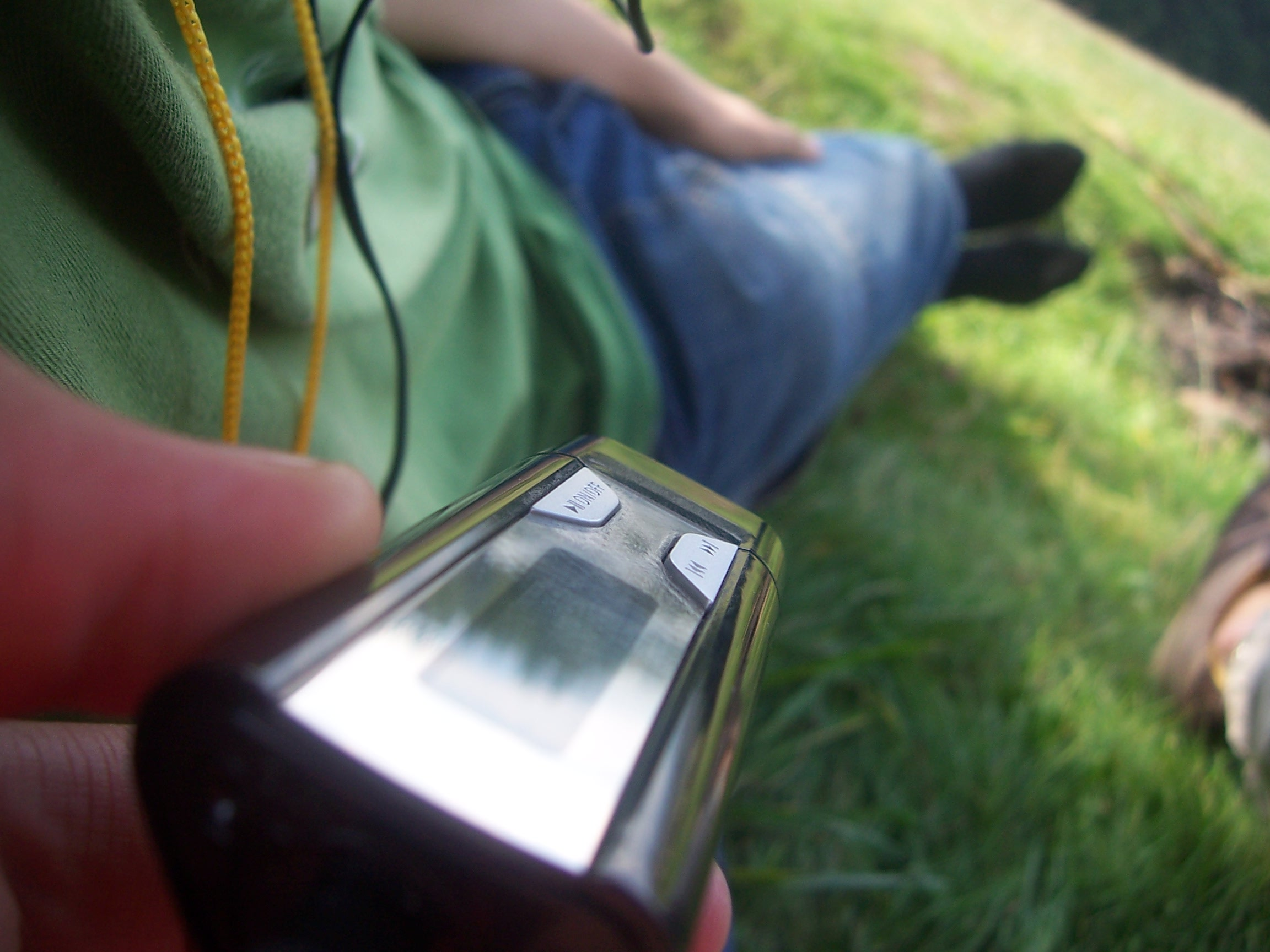
یک دستگاه پخش صوتی دیجیتال فیلیپس از نمای بسته

دستگاه پخش صوتی دیجیتال (به انگلیسی: digital audio player) یک دستگاه مصرفی الکترونیکی جهت ساماندهی، ذخیره و پخش پرونده‌های صوتی می‌باشد. در مقابل پخش کننده‌های صوتی آنالوگ که موسیقی را از روی نوار کاست پخش می‌کردند یا صوت را بر روی آن ضبط می‌کردند، قرار دارند. اغلب این دستگاه‌ها با نام پخش‌کننده ام‌پی۳ به در بازار وجود دارد اگرچه قابلیت پخش فرمت‌های صوتی دیجیتال دیگر را دارند.

## گونه‌ها
- پخش کننده‌های برپایه حافظه فلش: این نوع یک دستگاه جامد غیر مکانیکی است که پرونده‌های صوتی را بر روی حافظه فلش داخلی یا کارت‌های حافظه قابل جابجایی به نام کارت حافظه نگهداری می‌کند. با توجه به پیشرفت‌های تکنولوژی اکنون این دستگاه‌ها با محدوده حجم ۶۴ گیگابایتی نیز ارائه می‌شود.
- پخش کننده‌های برپایه دیسک سخت: این دستگاه‌ها پرونده‌های صوتی را از روی دیسک سخت می‌خوانند. این دستگاه‌های حجم حافظه بیشتری تا بیش از ۵۰۰ گیگابایت داشته باشند.
- پخش کننده‌های ام‌پی۳ سی‌دی / دی‌وی‌دی: پخش کننده‌های سی‌دی می‌تواند پرونده‌های صوتی ام‌پی۳ انباشته شده بر روی سی‌دی را رمزگشایی و پخش کنند.
- پخش کننده‌های صوتی تحت شبکه: این پخش کننده‌ها می‌توانند با اتصال به شبکه بی‌سیم صوت را دریافت و پخش نمایند.
- پخش کننده‌های صوتی کارت حافظه / همه‌گذر: پخش کننده‌هایی که با تکیه بر روی راه‌اندازهای فلش همه‌گذر (به انگلیسی: USB flash drives) یا کارت‌های حافظه دیگر قابلیت پخش صوت را دارند.